# Crèche parentale
 (mars 2014).
Si vous disposez d'ouvrages ou d'articles de référence ou si vous connaissez des sites web de qualité traitant du thème abordé ici, merci de compléter l'article en donnant les références utiles à sa vérifiabilité et en les liant à la section « Notes et références ».
En France, une crèche parentale (ou crèche à gestion parentale) est une structure d'accueil dédiée à la petite enfance. Il s'agit d'un mode de garde d'enfants (souvent de 3 mois à 4 ans, voire 6 dans certains cas) au même titre que les crèches collectives « habituelles » (généralement municipales ou départementales, selon le type de financeur).
La particularité d'une crèche parentale tient au fait que l'organisme qui fonde puis gère administrativement cette structure, est une association loi de 1901 formée par les parents des enfants inscrits.
Généralement les crèches parentales emploient des professionnels de la petite enfance (différents diplômes) notamment un ou une responsable technique ou directeur (selon la taille de la structure, souvent Éducateur de jeunes enfants [EJE]), qui se chargent de l'accueil de l'enfant à proprement parler ainsi que du contenu et de l'application du projet pédagogique.
La plupart des crèches parentales mettent également à contribution les parents de l'association pour effectuer des heures de permanences afin d'épauler l'équipe pédagogique ainsi que pour se charger de quelques tâches matérielles quotidiennes.

## Particularités
Au sein d'une crèche parentale, la collaboration entre parents et professionnels est primordiale et impérative : chacun y a sa place pour élaborer ensemble ce projet, mais chacun a le droit au respect de son domaine de compétence.[Interprétation personnelle ?]

## Crèche parentale ou à gestion parentale?
En France, il y a une distinction : la crèche parentale sollicite les parents pour des permanences auprès des enfants, le plus souvent hebdomadaire (de 1h à une demi-journée), parfois aussi pour des tâches ménagères, la préparation des repas et la logistique, la crèche à gestion parentale sollicite les parents uniquement pour le bureau (ou conseil d'administration) et de façon exceptionnelle (sorties, activités particulières ...).[Interprétation personnelle ?]

## Aspects légaux et règlementaires
À l'origine, les crèches parentales étaient des structures expérimentales et de ce fait n'étaient pas clairement encadrées par la loi (on pourrait parler de tolérance). Cependant, depuis plusieurs années maintenant, la loi inclut ces structures dans ses textes, et elles sont reconnues au même titre que les autres structures émanant des collectivités publiques. De ce fait, elles sont régies par des règles strictes relatives à leur création (demande auprès du président du conseil général qui aboutit à un agrément sur le nombre d'enfants et le type d'encadrement minimum correspondant à des locaux donnés), leur suivi (par la PMI et son médecin), leur évolution et leur financement.[réf. nécessaire]

## Financement de la crèche
En règle générale, les crèches sont subventionnées par trois biais,: 
- la caisse d'allocations familiale (CAF) ou la Mutuelle Sociale Agricole (MSA)
- la mairie ou communauté de communes (ex., service DFPE à Paris), éventuellement le département ou la région
- les participations familiales des parents (définies selon la grille de la CAF). Les crèches parentales pratiquent les mêmes tarifs que les crèches municipales.

## Gouvernance d'une crèche parentale
La crèche parentale est gérée par l'association des parents de la crèche. L'organisation de l'association est libre, tout dépend de ses statuts. L'association a un bureau, au sein duquel les rôles peuvent être les suivants : 
- président(e)
- vice-président(e)
- trésorier(ère)
- vice-trésorier(ère)
- secrétaire
- secrétaire adjoint

Au sein de l'association, les décisions sont prises : 
- par les membres habilités  (ex., président(e))
- en conseil d'administration (CA) - la réunion des membres du bureau de l'association et des représentants des parents ;
- en assemblée générale des membres d'association (AG) - la réunion de toutes les familles-membres de l'association.

Les décisions prises en réunion font objet d'un compte rendu.
La prise des décisions implique que les parties intéressées puissent exprimer leurs points de vue et en débattre au préalable. En pratique, une réunion bien préparée avec un ordre du jour de è-10 points dure 3-4 heures.

## Rôle des parents au sein d'une crèche parentale
Les parents sont à la fois les consommateurs du service fourni par l'association (accueil des enfants) et les adhérents de l'association gérant la structure produisant ce service. 

### RH
L'association (le collectif des parents) est l'employeur des professionnels de la petite enfance de la crèche. Les membres de l'association gèrent les ressources humaines de la crèche : embauches, entretiens d'évaluation, modifications des fiches de poste, formation, primes et augmentations, arrêts maladies, licenciement, etc. 

### Budget
L'association (le collectif des parents) gère le budget de la crèche. Les membres de l'association habilités (ex., trésorier(ère)) : 
- font des demandes des subventions aux partenaires institutionnels (livrable : budget prévisionnel) ;
- collectent les documents justificatifs, calculent le montant des participations familiales de chaque membre sur la base de la grille de la CAF (livrable : échéancier des prélèvements des participations familiales) ;
- prélèvent les participations familiales de la part des parents (livrable : prélèvements mensuels sur les comptes des parents);
- fournissent le reporting sur les montant des dépenses réelles et des preuves comptables associées au comptable de la crèche (livrables : factures, tickets de caisse) et répondent aux questions éventuelles de la part des partenaires institutionnels.

### Équipements de la crèche
L'association (le collectif des parents) gère les installations de la crèche et l'ensemble d'équipements nécessaires à son bon fonctionnement. Les membres de l'association habilités (ex., parent chargé du bricolage, parent chargé des achats du matériel, parent chargé des livres et des jouets) :
- établissent, conjointement avec les salariés de la crèche, une liste des achats ou des réparations à effectuer ;
- font des achats ou effectuent des réparations nécessaires, le cas échéant.

### Recrutement des nouveaux membres d'association
L'association (le collectif des parents) gère le recrutement des nouveaux membres de l'association (nouvelles familles) en vue de remplacement des familles quittant la crèche tous les ans (pour une crèche accueillant les enfants de 6 mois à 3 ans, le taux de renouvellement annuel est d'approximativement 30%).

### Révision des documents
L'association (le collectif des parents) gère les installations de la crèche et l'ensemble d'équipements nécessaires à son bon fonctionnement. Les membres de l'association (ex., parent chargé du dossier mise à jour du règlement intérieur). 
- rédigent les propositions de modifications des documents fondateurs de la crèche (règlement intérieur, consignes aux parents de premanence, etc.) ;
- les valident avec l'équipe des professionnels (avec beaucoup de pédagogie) ;
- les font voter en AG par les parents.

## Temps que cela prend pour une famille
Selon nos[Quoi ?] estimations : 
- présence en AG - 4h/ mois
- présence en CA - 4h/mois
- ménage de printemps / de fin d'année / d'urgence - 1h/mois
- permanences - 12h/ mois
- courses - 1h/ mois
- tâches de fonds pour l'association - 8h/mois
- remplacements imprévus des parents ou les professionnels - 2h/mois.

#### Sites institutionnels
- Site de l'ACEPP : http://www.acepp.asso.fr/
- Site de l'ACEPPRIF : http://www.acepprif.org/
- Site de l'ACEPP Berry : http://www.arppeenberry.org/
- Site de la FNEJE (fédération des EJE) : http://www.fneje.fr/
- Portail réseau enfance parents professionnels : http://www.reseau-enfance.com/
- Espace documentaire du réseau enfance : http://documentation.reseau-enfance.com/